# イワン雷帝とその息子
『イワン雷帝とその息子』（イワンらいていとそのむすこ、露: Иван Грозный убивает своего сына）は、ロシアの画家イリヤ・レーピンにより1885年に描かれた絵画である。歴史画。
『1581年11月16日のイワン雷帝とその息子イワン』(Иван Грозный и сын его Иван 16 ноября 1581 года) とも。モスクワにあるトレチャコフ美術館に収蔵されている。
1881年3月1日に発生したアレクサンドル2世暗殺事件と、1883年にレーピンが欧州旅行で目にした闘牛の様子から触発され作成された。

## 作品
画面中央に描かれている2人の人物のうち、簡素な黒い服をまとった年老いたほうの男性はイワン雷帝であり、薄紅色のガウンを身につけた若いほうの男性は息子で皇太子のイワンである。息子は、辛うじて左手を床についてはいるが、自らの身を支える力は残っていないようであり、体勢をほとんど崩した状態である。一方の雷帝は、息子の腰を右腕で抱き寄せながら、こめかみを左の手で押さえて噴き出る血を止めようとしているが、血は首筋のあたりまで流れ落ちている。
息子の死が刻々と迫っていることを感じ取った雷帝が、震え上がっているのがわかる。雷帝の髪は乱れ、頭部の皮膚に血管が浮き出ており、頬はこけている。そして、目は恐ろしさに大きく見開かれている。室内には、重厚な家具が並べられており、絨毯が何枚も敷きつめられている。手前には、君主のもつ杖である王笏が転がっている。
やや後方には、赤いクッションが転がっており、椅子が倒れている。絨毯は部分的に大きく波打っている。画面右下に見える血だまりのあたりで格闘があり、息子が倒れ込んだものと思われる。王笏には血液の染みがついている。

## 解説

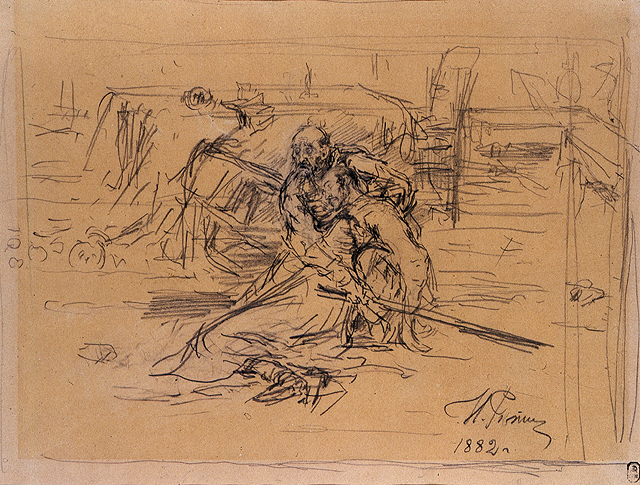
制作過程のスケッチ。（1882年）

雷帝が息子イワンを誤って殺してしまったことは事実であるとされている。記録によれば、杖で殴ったことにより殺してしまったとされるが、それが事実であるかどうかは判然としておらず、研究者によっては、息子イワンは実際には殺されてはおらず、病死したとする見解もあり、また、作品に描かれていることが事実とは異なるとの見方を示す国家主義者もいる。
息子イワンが死去する少し前、妊娠していて体調を崩していた皇太子妃が、正装して出席しなければならない行事に略装で参加したところ、雷帝が激怒して皇太子妃を杖で殴り、その結果、流産してしまい、このことについて息子イワンが雷帝に意見しに行ったとされる。しかしながら、この皇太子妃の件が、息子イワンの死に関係していたかどうかも判然としていない。ただ、レーピンは、多くのロシア人が聞かされている伝説の通りに本作を描いたのである。

## 損傷事件
1913年1月、精神病を患った古儀式派の画家アブラム・バラショフが、展示されていた本作をナイフで切りつけたことにより、特に主人公らの顔の部分が大きな損傷を受けた。このときはレーピン自身も美術館に駆けつけて修復作業に加わって描き直し始めたが、色覚障害を患っていたために色が一致せず、完成させることはできなかった。しかしながら、作品は損傷する前に撮影されていた写真をもとに修復された。この影響で部下が絵を守れなかったことを恥じてトレチャコフ美術館の管理者であったゲオルギー・フルスロフが列車に身を投げて自殺した。
2018年5月25日の午後9時前、閉館直前に入館し館内のカフェでウォッカを飲んだ男が、巡回中の職員を押しのけて本作が展示されている部屋に入り、館内の仕切りに用いられていた金属製の棒を作品に向けて数回叩きつけたことにより、作品を保護していたガラスが破損し、キャンバス表面の3か所に穴が空いた。

## 翻案
その後ウクライナの大統領となるウォロディミル・ゼレンスキーが主演したテレビドラマ「国民の僕」では、この絵画から着想を受ける形で、大統領役のゼレンスキーが白昼夢として、イワン雷帝と対話するシーンがある。西側諸国との関係強化に突き進む大統領に対しイワン雷帝はスラブの血を強調するが、それを無視し我が道を進ませろと発言したゼレンスキーをイワン雷帝は杖により倒してしまい、その行為を後悔してしまう。